# Conservatoire des races normandes et du Maine
Le Conservatoire des races normandes et du Maine est une association à but non lucratif "loi de 1901".

## Objectif
Comme son nom l'indique, ce conservatoire a pour vocation de sauvegarder et diffuser le patrimoine génétique des animaux domestiques de la région normande et du Maine (dans l'actuelle région des Pays de la Loire).

## Lesracesconcernées

### Poules
- La caumont
- La poule de Caux
- La cotentine
- La poule de Dampierre
- La coucou de France
- La poule de Crèvecœur
- La poule de Gournay
- La poule de La Flèche
- La poule Le Mans
- La poule Le Merlérault
- La poule de Pavilly
  - Plus leur forme naine

### Canards
- Le canard de Duclair
- Le canard de Rouen

### Dindons
- Le dindon noir de Normandie

### Oies
- L'Oie normande
- L'Oie normande huppée, dite Oie  de Bavent

### Lapins
- Le Blanc de Hotot
- Le Bélier géant
- Le Grand Russe
- Le Havane français
- Le normand
- Le rex et le castorrex (race à fourrure)

### Pigeons
- Le biset caennais
- Le pigeon cauchois